# Blennothallia
Blennothallia is een geslacht van korstmossen behorend tot de familie Collemataceae. De typesoort is Blennothallia crispa.

## Soorten
Volgens Index Fungorum bevat het geslacht vier soorten (peildatum januari 2023):
| Soortnaam                              | Auteur(s)                                | Publicatiejaar |
| -------------------------------------- | ---------------------------------------- | -------------- |
| Blennothallia crispa (Gewoon geleimos) | (Huds.) Otálora, P.M. Jørg. & Wedin      | 2013           |
| Blennothallia fecunda                  | (Degel.) Otálora, P.M. Jørg. & Wedin     | 2013           |
| Blennothallia furfureola               | (Müll. Arg.) Otálora, P.M. Jørg. & Wedin | 2013           |
| Blennothallia novozelandica            | (Degel.) Otálora, P.M. Jørg. & Wedin     | 2013           |